# Salmo obtusirostris
Salmo obtusirostris е вид лъчеперка от семейство Пъстървови (Salmonidae). Видът е застрашен от изчезване. Повечето представители на вида достигат от 20-40 см на дължина.

## Разпространение
Разпространен е в Босна и Херцеговина, Хърватия и Черна гора. Видът е загубил около 85% от местообитението си в река Неретва.